# Veselá (Zašová)
Vesnice Veselá se nachází u obce Zašová v okrese Vsetín ve Zlínském kraji. Formálně patří k obci Zašová, ale fyzicky leží na opačném břehu Rožnovské Bečvy.

## Historie
První písemná zmínka o obci pochází z roku 1376.
Přes Rožnovskou Bečvu vede do obce jediná celoročně sjízdná zpevněná komunikace. Během nacistické okupace se plánovalo prodloužení zpevněné komunikace v horní části obce a mělo tím dojít k silničnímu propojení Veselé s Malou Lhotou (a také s Hrachovcem a Podlesím). Ke stavbě sice nikdy nedošlo, nicméně plánovaná komunikace byla ještě na začátku 90. let zakreslována do některých map.

## Vybavenost obce
Do Veselé jezdí několik autobusových linek denně. Obec má místní rozhlas, vodovod, elektrifikaci. Kanalizace napojena na čističku odpadních vod. Rovněž rozvod zemního plynu je ve většině obce. V obci působí Sbor dobrovolných hasičů.

### Sportovní vyžití
- SDH Veselá (Sbor dobrovolných hasičů)
- Tenisové kurty
- Házenkářské hřiště
- Lyžařský vlek
- Cyklostezka Údolím Rožnovské Bečvy (otevřena 4. června 2010)

### Veřejné instituce v obci
- Mateřská škola
- Knihovna

## Pamětihodnosti

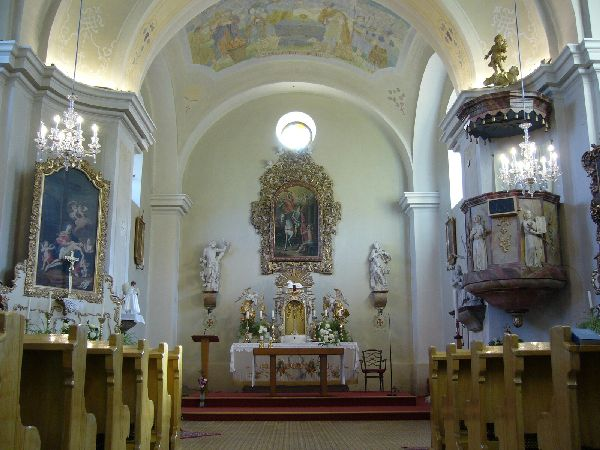
Interiér kostela

- Farní kostel sv. Martina (1821)
- Fara s přilehlou branou